# Castillo de Grajal de Campos

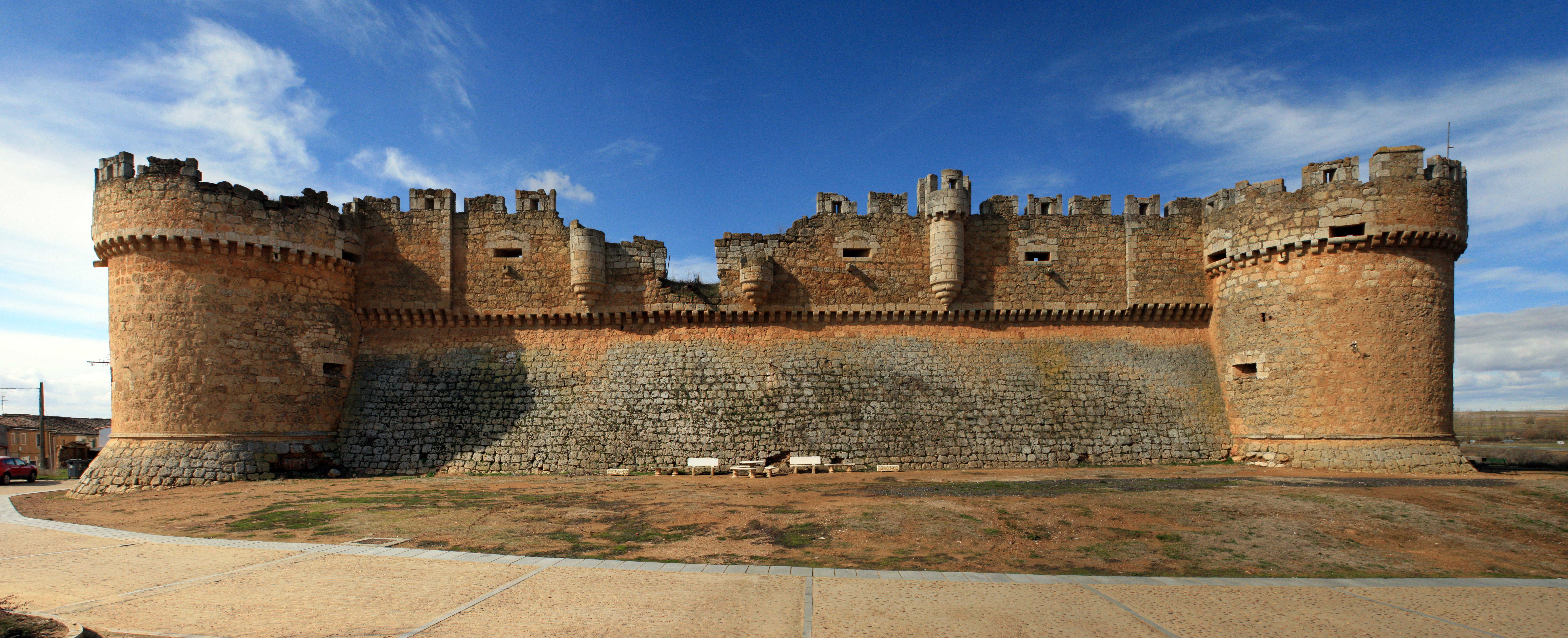
Burg von Grajal de Campos

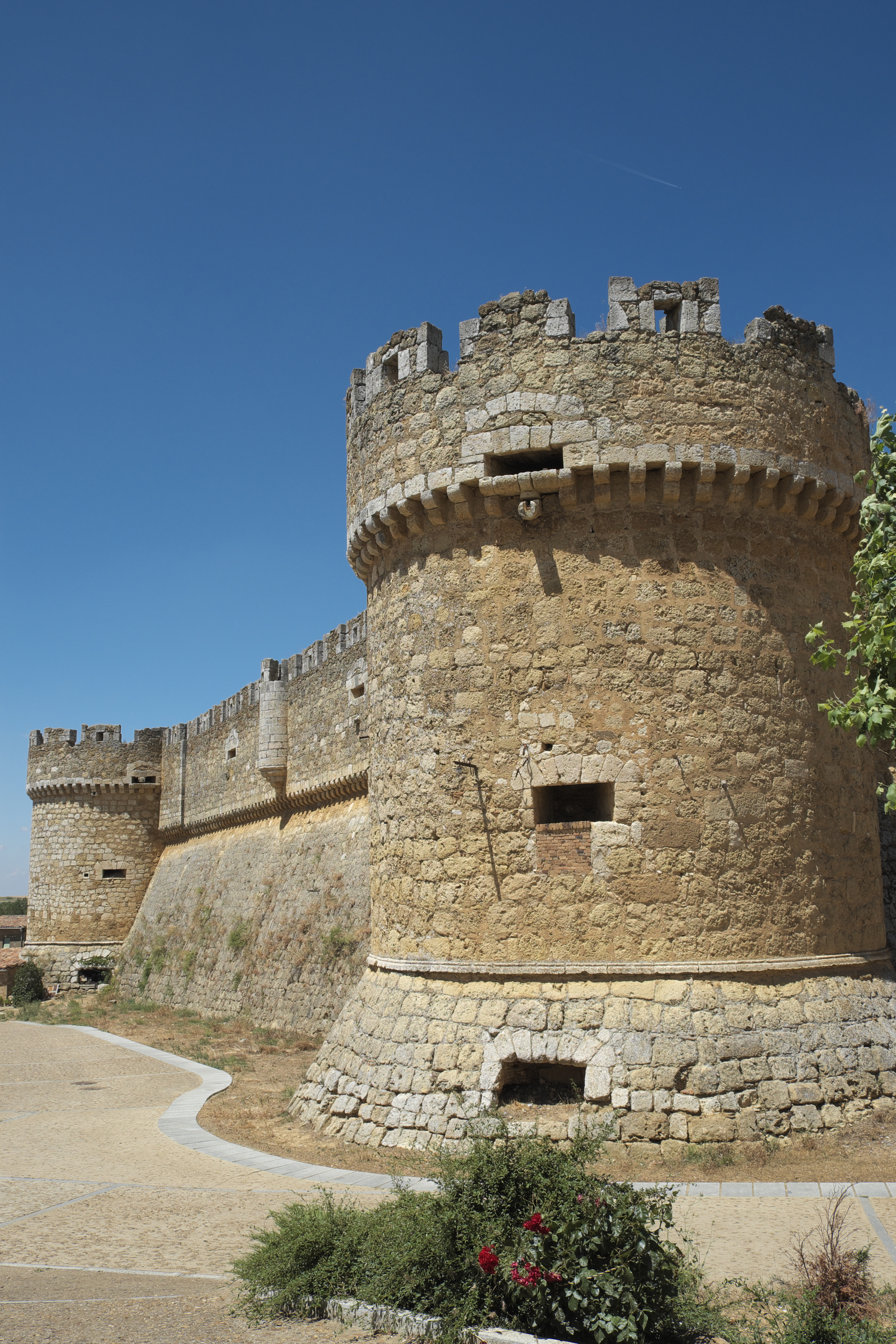
Eckturm

Das Castillo de Grajal de Campos ist eine Burg in Grajal de Campos, einer Gemeinde in der spanischen Provinz León der Autonomen Region Kastilien und León, die im 16. Jahrhundert errichtet wurde. Die am Rande des Ortes stehende Anlage ist seit 1931 ein geschütztes Baudenkmal (Bien de Interés Cultural).

## Geschichte und Beschreibung
Im 15. Jahrhundert ging der Ort Grajal de Campos in den Besitz der Familie Vega über. Hernando de Vega begann Anfang des 16. Jahrhunderts auf den Überresten einer früheren Burganlage aus dem 10. Jahrhundert mit dem Bau der heutigen Festung.
Die Anlage mit einem quadratischen Grundriss – einer Seitenlänge von 73 Metern – besitzt vier mächtige Ecktürme, die mit Kanonen bestückt waren. Der ursprüngliche Graben um die Burg ist in den letzten Jahrhunderten mit Erdreich gefüllt worden. Die Burg, die in den letzten Jahren restauriert wurde, gehört heute der Gemeinde Grajal de Campos.